# برن (بلژیک)
شهر برن (به فرانسوی: Beauraing) در شهرستان دینان (بلژیک) در استان نمور در منطقه فدرال والوون در کشور بلژیک واقع شده‌است.